# David DeFeis

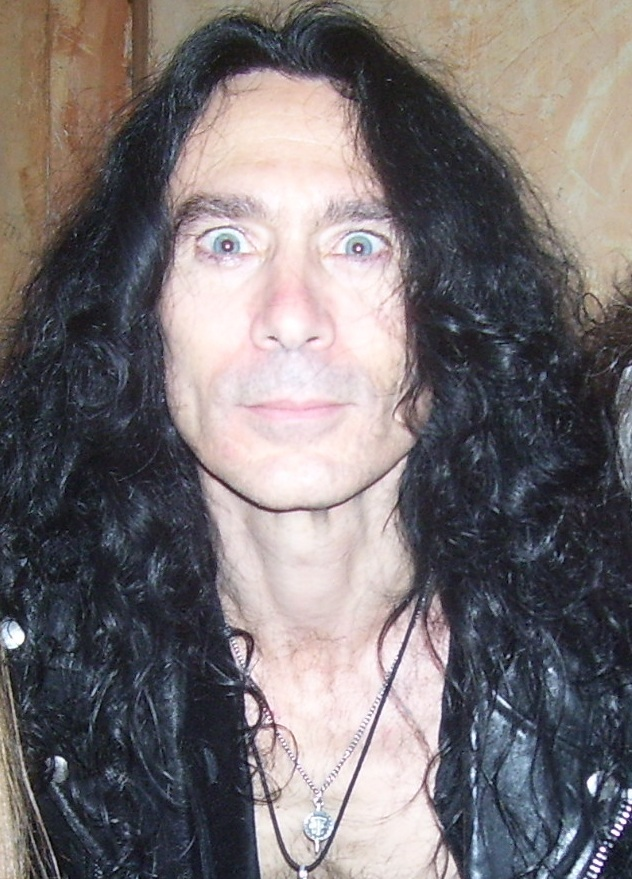
David DeFeis (2010)

David DeFeis (* 4. Januar 1962 in New York) ist der Frontmann und Sänger (auch Keyboarder) der New Yorker Heavy-Metal-Band Virgin Steele. Er ist das einzige Mitglied, das bis heute bei der im Jahr 1981 gegründeten Formation verblieben ist, deren Songwriter und kreativer Kopf. DeFeis' kreativer Partner ist seit 1983 der Gitarrist Edward Pursino.

## Daten und Fakten
Bereits als Achtjähriger besaß David DeFeis eine klassische Klavierausbildung, mit elf Jahren gründete er seine erste „Rockband“. Sein Vater war ein bekannter Shakespeare-Darsteller am Broadway in New York, seine Schwester Doreen DeFeis ist eine in Deutschland lebende Opernsängerin. Seine zweite Schwester Danae DeFeis ist Sängerin der international kaum bekannten, aber im Großraum New York und an der amerikanischen Ostküste beliebten Rockband Stalk.

## Musikalisches Schaffen
David DeFeis gilt bei Fans und Fachpresse als großes musikalisches Talent, versierter Songwriter und einer der ausdrucksstärksten Sänger innerhalb des Metal-Genres. Seine Stimme, die über mehr als vier Oktaven Stimmumfang verfügt, setzt er besonders auf den Virgin Steele-Alben, die nach 1985 erschienen sind, virtuos ein und gekonnt in Szene. Typisch ist sein gelegentlicher Wechsel von einer tiefen und sonoren Tonlage zu einer hohen Kopfstimme. Er hat seit frühester Kindheit eine Vorliebe für klassische Komponisten wie Richard Wagner, Claude Debussy und Frédéric Chopin – was auch sein eigenes musikalisches und gesangliches Schaffen (Harmonien, Songstruktur) wesentlich prägt. Zusammen mit Virgin Steele hat David DeFeis bis dato insgesamt 15 Alben (inkl. zweier Compilations) mit bombastischer, sinfonischer Heavy-Metal-Musik veröffentlicht. Das jüngste Album erschien im Jahr 2015.

## Weitere musikalische Projekte
Neben seiner Tätigkeit bei Virgin Steele entwickelte David DeFeis auch drei umfangreiche „Metal-Opern“ (1999: Klytaimnestra oder Der Fluch der Atriden, 2001: Hel oder Die Rebellen sowie 2005: Lilith), die im Landestheater Schwaben (Memmingen) in Kooperation von David DeFeis und Walter Weyers, dem Intendanten des Landestheaters, eingeprobt und mit großem Publikumserfolg aufgeführt wurden. Lilith wurde auch auf der Bundesgartenschau 2005 in München gezeigt. Die Kritiken, selbst aus dem eher konservativen Lager, waren sehr wohlwollend. Die Oper Klytaimnestra fand sogar Beachtung im Kulturteil des Spiegel, der das Werk mit einem umfassenden Artikel als ungewöhnliche und beachtenswerte Arbeit würdigte. Lilith wurde u. a. im Stern mit einer sehr guten Kritik bedacht.
2001 sowie 2002 war DeFeis außerdem als Gastsänger der beiden Alben des Projekts Avantasia von Tobias Sammet (Edguy) zu hören.

## Persönliche Hintergründe
David DeFeis ist unverheiratet und kinderlos und lebt in Long Island, New York. Laut eigener Aussage ist er selbst italienischer, französischer, deutscher und indianischer Abstammung.
| Personendaten    | Personendaten                                         |
| ---------------- | ----------------------------------------------------- |
| NAME             | DeFeis, David                                         |
| KURZBESCHREIBUNG | amerikanischer Musiker, Sänger der Band Virgin Steele |
| GEBURTSDATUM     | 4. Januar 1962                                        |
| GEBURTSORT       | New York                                              |